# Coteaux-du-Blanzacais
Coteaux-du-Blanzacais est, depuis le 1er janvier 2017, une commune nouvelle française située dans le département de la Charente, en région Nouvelle-Aquitaine.
Elle regroupe les anciennes communes de Blanzac-Porcheresse, Cressac-Saint-Genis et Saint-Léger (ajoutée le 1er janvier 2019), qui deviennent des communes déléguées.

## Géographie

### Localisation
Coteaux-du-Blanzacais est à 16 km à l'est de Barbezieux et à 13 km au nord-ouest de Montmoreau.

### Communes limitrophes
| Val des Vignes           | Champagne-Vigny       | Bécheresse |
| Saint-Aulais-la-Chapelle | Coteaux-du-Blanzacais | Pérignac   |
| Bessac                   | Deviat                | Nonac      |

## Urbanisme

### Typologie
Au 1er janvier 2024, Coteaux-du-Blanzacais est catégorisée commune rurale à habitat dispersé, selon la nouvelle grille communale de densité à 7 niveaux définie par l'Insee en 2022.
Elle est située hors unité urbaine et hors attraction des villes,.

### Risques majeurs
Le territoire de la commune de Côteaux-du-Blanzacais est vulnérable à différents aléas naturels : météorologiques (tempête, orage, neige, grand froid, canicule ou sécheresse), inondations et séisme (sismicité faible). Un site publié par le BRGM permet d'évaluer simplement et rapidement les risques d'un bien localisé soit par son adresse soit par le numéro de sa parcelle.
Certaines parties du territoire communal sont susceptibles d’être affectées par le risque d’inondation par ruissellement et coulée de boue, notamment l'Arce et le Né. La commune a été reconnue en état de catastrophe naturelle au titre des dommages causés par les inondations et coulées de boue survenues en 1982, 1983, 1986, 1988, 1999, 2009 et 2021,.

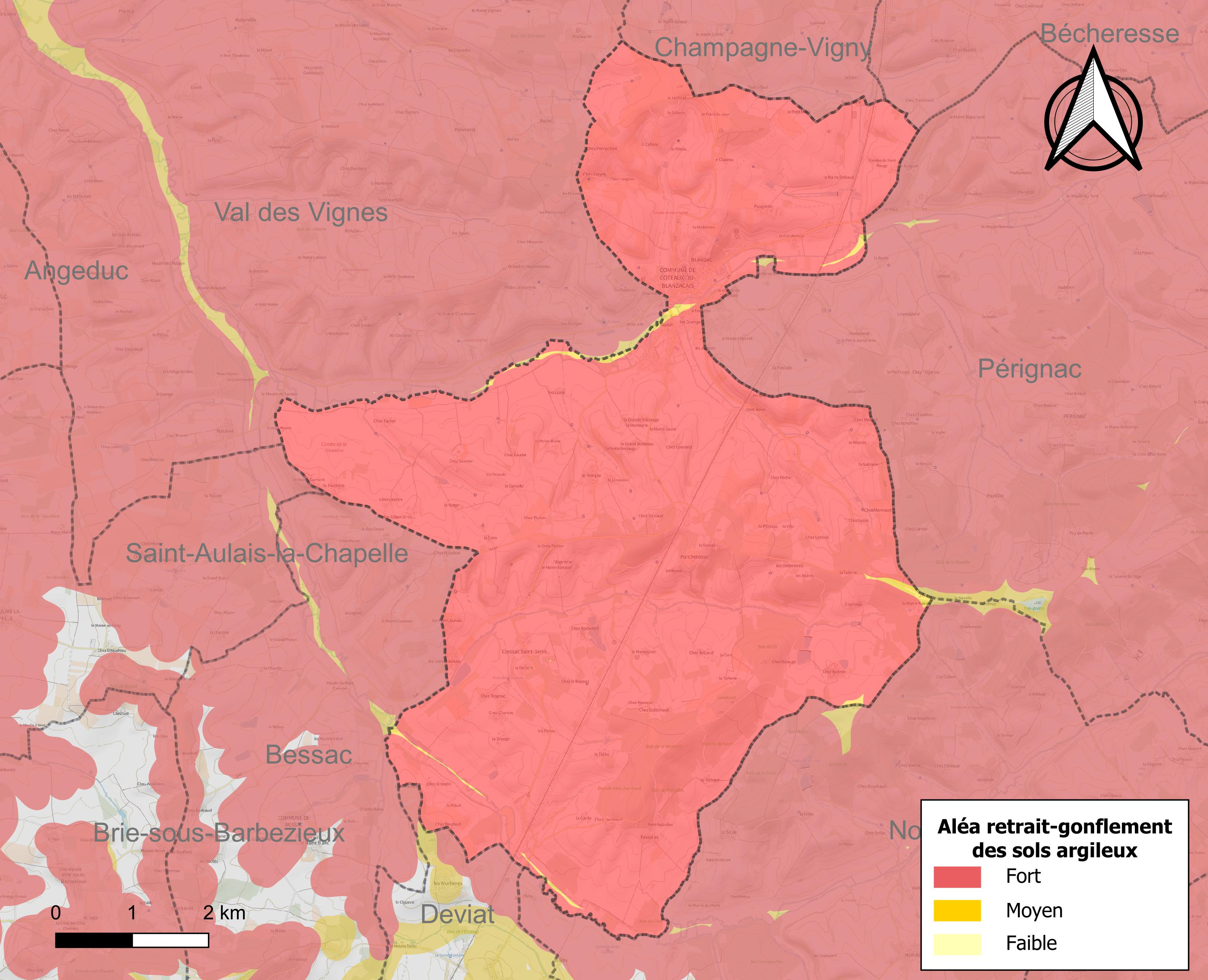
Carte des zones d'aléa retrait-gonflement des sols argileux de Côteaux-du-Blanzacais.

Le retrait-gonflement des sols argileux est susceptible d'engendrer des dommages importants aux bâtiments en cas d’alternance de périodes de sécheresse et de pluie. La totalité de la commune est en aléa moyen ou fort (67,4 % au niveau départemental et 48,5 % au niveau national). Sur les 611 bâtiments dénombrés sur la commune en 2019,  611 sont en aléa moyen ou fort, soit 100 %, à comparer aux 81 % au niveau départemental et 54 % au niveau national. Une cartographie de l'exposition du territoire national au retrait gonflement des sols argileux est disponible sur le site du BRGM,.
Par ailleurs, afin de mieux appréhender le risque d’affaissement de terrain, l'inventaire national des cavités souterraines permet de localiser celles situées sur la commune.
Concernant les mouvements de terrains, la commune a été reconnue en état de catastrophe naturelle au titre des dommages causés par la sécheresse en 2011 et par des mouvements de terrain en 1999.

## Toponymie
La commune nouvelle est d'abord créée Côteaux du Blanzacais le 1er janvier 2017. On note que dans l'arrêté signé par le préfet, la graphie de la commune nouvelle n'est ni conforme aux règles de typographie française, ni à l'orthographe ; en effet la commune aurait dû se nommer « Coteaux-du-Blanzacais ». Néanmoins, lors de l'arrêté de septembre 2018 portant sur l'intégration de la commune de Saint-Léger dans la commune nouvelle et applicable au 1er janvier 2019, le nom est corrigé en Côteaux-du-Blanzacais ; puis par arrêté rectificatif du 4 octobre il est indiqué que la commune issue de la fusion au 1er janvier 2019 prendra finalement le nom de Coteaux-du-Blanzacais (sans accent circonflexe et avec trait d’union).

## Histoire
La commune nouvelle est créée par l'arrêté préfectoral du 6 décembre 2016 avec effet au 1er janvier 2017. Elle est issue du regroupement des deux communes Blanzac-Porcheresse et Cressac-Saint-Genis.
Par l'arrêté préfectoral du 4 octobre 2018 avec effet au 1er janvier 2019, elle intègre aussi Saint-Léger, qui devient à son tour une commune déléguée.

## Politique et administration

### Composition
La commune nouvelle est formée par la réunion de trois anciennes communes : 
| Nom                         | Code Insee | Intercommunalité         | Superficie (km2) | Population (dernière pop. légale) | Densité (hab./km2) |
| --------------------------- | ---------- | ------------------------ | ---------------- | --------------------------------- | ------------------ |
| Blanzac-Porcheresse (siège) | 16046      | CC des 4 B               | 10,84            | 774 (2014)                        | 71                 |
| Cressac-Saint-Genis         | 16115      | CC des 4B - Sud-Charente | 8,78             | 153 (2014)                        | 17                 |
| Saint-Léger                 | 16332      | CC des 4B Sud-Charente   | 4,21             | 122 (2014)                        | 29                 |

### Liste des maires
| Période | Période  | Identité                                            | Étiquette | Qualité                                          |
| ------- | -------- | --------------------------------------------------- | --------- | ------------------------------------------------ |
| 2017    | En cours | Jean-Philippe Sallée Réélu pour le mandat 2020-2026 | LREM      | Enseignant - Ancien maire de Blanzac-Porcheresse |

## Population et société

### Démographie
L'évolution du nombre d'habitants est connue à travers les recensements de la population effectués dans la commune depuis sa création.

En 2022, la commune comptait 1 000 habitants, en évolution de +8,11 % par rapport à 2016 (Charente : −0,48 %, France hors Mayotte : +2,11 %).
| 2015 | 2016 | 2017  | 2018  | 2019  | 2022  |
| ---- | ---- | ----- | ----- | ----- | ----- |
| 931  | 925  | 1 033 | 1 018 | 1 003 | 1 000 |

En 2013, la population totale des deux communes regroupées représentait 949 habitants.

## Économie
Il convient de se reporter aux articles consacrés aux anciennes communes fusionnées.

## Culture locale et patrimoine

### Lieux et monuments
Il convient de se reporter aux articles consacrés aux anciennes communes fusionnées.

### Personnalités liées à la commune
Il convient de se reporter aux articles consacrés aux anciennes communes fusionnées.